# Calcio Lecco 1912 2020-2021
Questa voce raccoglie le informazioni riguardanti il Calcio Lecco 1912 nelle competizioni ufficiali della stagione 2020-2021.

## Stagione
Nella stagione 2020-2021 il Lecco disputa il girone A del campionato di Serie C, raccoglie 60 punti con il nono posto finale, con diritto a disputare i Play-off. Ma lariani subito esclusi nel primo turno degli Play-off, sconfitti (1-4) dal Grosseto. Celesteblù allenati da Gaetano D'Agostino che raccolgono 29 punti nel girone di andata e 31 nel girone di ritorno, ma non si fanno trovare pronti nel momento topico degli spareggi promozione. In doppia cifra tra i marcatori Simone Iocolano con 10 reti firmate. In questa stagione non si è disputata la Coppa Italia di Serie C.

## Divise e sponsor
Il fornitore tecnico della stagione 2020-2021 è Legea. Lo sponsor di maglia è Cantine Pirovano. Mentre le prime due divise rispettano la tradizione (la casacca interna a pali blucelesti più stretti di un anno prima, l’esterna bianca con una sbarra bluceleste sul torso), la terza divisa presenta un inedito colore rosso, al fine di omaggiare (negli intenti del club) il sacrificio degli operatori sanitari nella lotta alla pandemia di COVID-19.
| Casa | Trasferta | Terza divisa |

## Rosa
| N. |                      | Ruolo | Calciatore                 |
| -- | -------------------- | ----- | -------------------------- |
| 1  | Italia (bandiera)    | P     | Marco Pissardo             |
| 2  | Croazia (bandiera)   | D     | Vedran Celjak              |
| 3  | Italia (bandiera)    | D     | Cristian Cauz              |
| 4  | Italia (bandiera)    | C     | Giorgio Galli              |
| 5  | Italia (bandiera)    | C     | Filippo Lora               |
| 6  | Italia (bandiera)    | D     | Lino Marzorati             |
| 7  | Italia (bandiera)    | C     | Luca Giudici               |
| 7  | Brasile (bandiera)   | A     | Paulo Azzi                 |
| 8  | Australia (bandiera) | C     | Alberto Del Grosso         |
| 8  | Italia (bandiera)    | C     | Fabio Foglia               |
| 9  | Italia (bandiera)    | A     | Ferdinando Mastroianni     |
| 10 | Italia (bandiera)    | A     | Doudou Mangni              |
| 11 | Italia (bandiera)    | A     | Simone D'Anna              |
| 11 | Italia (bandiera)    | A     | Luigi Liguori              |
| 12 | Brasile (bandiera)   | P     | Bruno Bertinato            |
| 13 | Italia (bandiera)    | D     | Andrea Malgrati (capitano) |
| 14 | Italia (bandiera)    | C     | Matteo Marotta             |

| N. |                      | Ruolo | Calciatore        |
| -- | -------------------- | ----- | ----------------- |
| 16 | Italia (bandiera)    | D     | Fabio Porru       |
| 17 | Italia (bandiera)    | C     | Simone Iocolano   |
| 19 | Italia (bandiera)    | D     | Ivan Merli Sala   |
| 20 | Italia (bandiera)    | A     | Riccardo Capogna  |
| 21 | Italia (bandiera)    | D     | Cosimo Nannini    |
| 22 | Italia (bandiera)    | P     | Davide Borsellini |
| 23 | Italia (bandiera)    | D     | Ermes Purro       |
| 24 | Italia (bandiera)    | A     | Michele Emmausso  |
| 25 | Italia (bandiera)    | C     | Patrizio Masini   |
| 26 | Italia (bandiera)    | D     | Gian Marco Nesta  |
| 27 | Mali (bandiera)      | A     | Siaka Haidara     |
| 28 | Italia (bandiera)    | C     | Marco Moleri      |
| 29 | Italia (bandiera)    | D     | Leonardo Raggio   |
| 32 | Italia (bandiera)    | P     | Luca Bonadeo      |
| 33 | Italia (bandiera)    | D     | Mattia Capoferri  |
| 34 | Argentina (bandiera) | A     | Juan Cruz Kaprof  |
| 36 | Italia (bandiera)    | C     | Francesco Bolzoni |

## Calciomercato

### Sessione estiva(dal 01/09 al 05/10)
| Acquisti | Acquisti               | Acquisti           | Acquisti      |
| R.       | Nome                   | da                 | Modalità      |
| -------- | ---------------------- | ------------------ | ------------- |
| P        | Bruno Bertinato        | Venezia            | prestito      |
| P        | Antonio Pissardo       | Arezzo             | prestito      |
| D        | Mattia Capoferri       | Brescia            | prestito      |
| D        | Cristian Cauz          | Ravenna            | definitivo    |
| D        | Vedran Celjak          | Avellino           | svincolato    |
| D        | Lino Marzorati         | Cavese             | svincolato    |
| D        | Cosimo Nannini         | Bari               | prestito      |
| D        | Gian Marco Nesta       | Ternana            | prestito      |
| D        | Gianluca Parpinel      | Torino             | svincolato    |
| D        | Fabio Porru            |                    | svincolato    |
| D        | Ermes Purro            | Ravenna            | svincolato    |
| D        | Leonardo Raggio        | Genoa              | prestito      |
| C        | Alberto Del Grosso     | Cittadella         | svincolato    |
| C        | Giorgio Galli          | Monza              | svincolato    |
| C        | Simone Iocolano        | Monza              | definitivo    |
| C        | Filippo Lora           | Monza              | svincolato    |
| C        | Andrea Malinverno      | Milan              | definitivo    |
| C        | Matteo Marotta         |                    | svincolato    |
| C        | Jacopo Scaccabarozzi   | Renate             | fine prestito |
| A        | Juan Cruz Kaprof       |                    | svincolato    |
| A        | Luca Giudici           | Monza              | svincolato    |
| A        | Siaka Haidara          | Milan              | svincolato    |
| A        | Doudou Mangni          | Monopoli           | prestito      |
| A        | Ferdinando Mastroianni | Pro Patria         | svincolato    |
| A        | Daniele Nuzzo          | Cagliari           | prestito      |
| A        | Antonio Ronci          | Virtus Francavilla | svincolato    |

| Cessioni | Cessioni             | Cessioni        | Cessioni      |
| R.       | Nome                 | a               | Modalità      |
| -------- | -------------------- | --------------- | ------------- |
| P        | Alessandro Bacci     |                 | svincolato    |
| P        | Filippo Ferrara      | Casatese        | prestito      |
| P        | Ferat Jusufi         |                 | svincolato    |
| P        | Alessandro Livieri   | Pisa            | fine prestito |
| P        | Alexandros Safarikas | Chiasso         | prestito      |
| D        | Giuseppe Agostinone  |                 | svincolato    |
| D        | Alessandro Bastrini  | Monopoli        | svincolato    |
| D        | Lorenzo Carissoni    | Torino          | fine prestito |
| D        | David Magonara       |                 | svincolato    |
| D        | Davide Malvestiti    |                 | svincolato    |
| D        | Alessio Milillo      | Mantova         | svincolato    |
| D        | Gianluca Parpinel    | Città di Varese | prestito      |
| D        | Andrea Pastore       |                 | svincolato    |
| D        | Matteo Procopio      | Torino          | fine prestito |
| C        | Yusupha Bobb         |                 | svincolato    |
| C        | Federico Marchesi    | Monza           | fine prestito |
| C        | Andrea Migliorini    | Cavese          | svincolato    |
| C        | Jacopo Scaccabarozzi | Juve Stabia     | definitivo    |
| A        | Walid Cheddira       | Parma           | fine prestito |
| A        | Ameth Fall           |                 | svincolato    |
| A        | Riccardo Forte       | Milan           | fine prestito |
| A        | Giancarlo Lisai      |                 | svincolato    |
| A        | Claudio Maffei       | Pisa            | fine prestito |
| A        | Maikol Negro         | Casarano        | svincolato    |
| A        | Rilind Nivokazi      | Atalanta        | fine prestito |
| A        | Nicola Strambelli    |                 | svincolato    |

### Sessione invernale(dal 04/01 al 01/02)
| Acquisti | Acquisti          | Acquisti  | Acquisti   |
| R.       | Nome              | da        | Modalità   |
| -------- | ----------------- | --------- | ---------- |
| P        | Davide Borsellini | Viterbese | prestito   |
| C        | Fabio Foglia      | Arezzo    | prestito   |
| C        | Patrizio Masini   | Genoa     | prestito   |
| A        | Paulo Azzi        | Seregno   | definitivo |
| A        | Michele Emmausso  | Catania   | definitivo |
| A        | Luigi Liguori     | Lilla     | prestito   |

| Cessioni | Cessioni           | Cessioni  | Cessioni      |
| R.       | Nome               | a         | Modalità      |
| -------- | ------------------ | --------- | ------------- |
| P        | Bruno Bertinato    | Venezia   | fine prestito |
| D        | Fabio Porru        | Viterbese | definitivo    |
| C        | Alberto Del Grosso | Lavello   | prestito      |
| A        | Simone D'Anna      | Fermana   | definitivo    |
| A        | Luca Giudici       | Carrarese | prestito      |
| A        | Juan Cruz Kaprof   |           | svincolato    |

## Risultati

### Serie C

#### Girone di andata
| Arbitro: | Fiero (Pistoia) |

|                 |           |  |
| Mastroianni 68’ | Marcatori |  |

| Arbitro: | Pashuku (Albano Laziale) |

|                                |           |                       |
| Di Gennaro 82’ Cauz 85’ (aut.) | Marcatori | 42’ Mangni 90’ Moleri |

| Arbitro: | Rutella (Enna) |

|                          |           |             |
| G. Galli 6’ Iocolano 35’ | Marcatori | 85’ C. Mora |

| Arbitro: | Cudini (Fermo) |

|  |           |                             |
|  | Marcatori | 23’ Mangni 29’, 51’ Capogna |

| Lecco 17 ottobre 2020, ore 16:00 CEST 5ª giornata | Lecco               | 0 – 0 referto | Carrarese | Stadio Rigamonti-Ceppi (750 spett.)\| Arbitro: \| N. Marini (Trieste) \| |
| Arbitro:                                          | N. Marini (Trieste) |               |           |                                                                          |

| Arbitro: | Virgilio (Trapani) |

|              |           |  |
| Risaliti 43’ | Marcatori |  |

| Arbitro: | Di Marco (Ciampino) |

|                             |           |                                                |
| Mastroianni 82’ Purro 90+3’ | Marcatori | 21’ Gonzi 40’ (rig.), 58’ Corradi 52’ Ghisleni |

| Arbitro: | Delrio (Reggio Emilia) |

|             |           |            |
| Fagioli 19’ | Marcatori | 8’ Capogna |

| Arbitro: | D'Ascanio (Ancona) |

|                             |           |  |
| Giovinco 27’ Maistrello 49’ | Marcatori |  |

| Arbitro: | Maranesi (Ciampino) |

|            |           |  |
| Mangni 75’ | Marcatori |  |

| Arbitro: | Carrione (Castellammare di Stabia) |

|             |           |                                  |
| Pedrini 36’ | Marcatori | 7’ (rig.) Capogna 90+4’ Malgrati |

| Arbitro: | Ferrieri Caputi (Livorno) |

|                                |           |                           |
| Merli Sala 6’, 53’ Giudici 63’ | Marcatori | 15’ Bakayoko 55’ Bortoluz |

| Arbitro: | Marcenaro (Genova) |

|                        |           |  |
| De Respinis 70’ (rig.) | Marcatori |  |

| Arbitro: | Grasso (Ariano Irpino) |

|                                                        |           |           |
| Capogna 31’ (rig.) Iocolano 45’ Mastroianni 84’, 90+1’ | Marcatori | 85’ Gucci |

| Arbitro: | Perri (Roma) |

|                           |           |             |
| Colombo 2’ Latte Lath 67’ | Marcatori | 76’ Capogna |

| Arbitro: | Zufferli (Udine) |

|                          |           |  |
| Capogna 57’ Iocolano 77’ | Marcatori |  |

| Arbitro: | Cascone (Nocera Inferiore) |

|             |           |  |
| Emerson 11’ | Marcatori |  |

| Arbitro: | Ancora (Roma) |

|                                  |           |                          |
| Dumančić 25’ (aut.) Iocolano 29’ | Marcatori | 40’ Petrović 88’ Adamoli |

| Gorgonzola 17 gennaio 2021, ore 15:00 CET 19ª giornata | AlbinoLeffe      | 0 – 0 referto | Lecco | Stadio comunale Città di Gorgonzola (0 spett.)\| Arbitro: \| Andreano (Prato) \| |
| Arbitro:                                               | Andreano (Prato) |               |       |                                                                                  |

#### Girone di ritorno
| Arbitro: | Kumara (Verona) |

|               |           |            |
| Marchetti 33’ | Marcatori | 68’ Mangni |

| Arbitro: | Villa (Rimini) |

|                         |           |  |
| Stancampiano 37’ (aut.) | Marcatori |  |

| Alessandria 3 febbraio 2021, ore 15:00 CET 22ª giornata | Alessandria                | 0 – 0 referto | Lecco | Stadio Giuseppe Moccagatta (0 spett.)\| Arbitro: \| Catanoso (Reggio Calabria) \| |
| Arbitro:                                                | Catanoso (Reggio Calabria) |               |       |                                                                                   |

| Arbitro: | Maranesi (Ciampino) |

|                                                             |           |  |
| Crescenzi 19’ (aut.) Mangni 48’ Capogna 53’ Mastroianni 77’ | Marcatori |  |

| Arbitro: | Giordano (Novara) |

|               |           |                             |
| Marilungo 60’ | Marcatori | 19’ Paulo Azzi 43’ Iocolano |

| Lecco 17 febbraio 2021, ore 17:30 CET 25ª giornata | Lecco             | 0 – 0 referto | Pontedera | Stadio Rigamonti-Ceppi (0 spett.)\| Arbitro: \| Baratta (Rossano) \| |
| Arbitro:                                           | Baratta (Rossano) |               |           |                                                                      |

| Arbitro: | Vergaro (Bari) |

|  |           |                |
|  | Marcatori | 70’ Merli Sala |

| Arbitro: | Cavaliere (Paola) |

|                                                     |           |  |
| Capogna 4’ Paulo Azzi 7’ Iocolano 52’ Capoferri 87’ | Marcatori |  |

| Arbitro: | Moriconi (Roma) |

|                       |           |              |
| Cauz 81’ Iocolano 88’ | Marcatori | 7’ Galuppini |

| Arbitro: | De Tommaso (Rieti) |

|                                      |           |  |
| Migliorini 5’ Zunno 45+2’ Panico 64’ | Marcatori |  |

| Arbitro: | Ubaldi (Roma) |

|             |           |               |
| Liguori 61’ | Marcatori | 90+1’ Simeoni |

| Arbitro: | Longo (Cuneo) |

|                               |           |                                   |
| Varas 14’ (rig.) Scardina 16’ | Marcatori | 48’ (rig.) Iocolano 74’ Marzorati |

| Lecco 21 marzo 2021, ore 17:30 CET 32ª giornata | Lecco              | 0 – 0 referto | Pro Sesto | Stadio Rigamonti-Ceppi (0 spett.)\| Arbitro: \| Cherchi (Carbonia) \| |
| Arbitro:                                        | Cherchi (Carbonia) |               |           |                                                                       |

| Arbitro: | Petrella (Viterbo) |

|  |           |            |
|  | Marcatori | 54’ Masini |

| Arbitro: | Carrione (Castellammare di Stabia) |

|  |           |           |
|  | Marcatori | 85’ Gatti |

| Arbitro: | Bitonti (Bologna) |

|                    |           |                                                 |
| Rolando 19’ (rig.) | Marcatori | 7’ Celjak 79’ (rig.) Iocolano 90+2’ Mastroianni |

| Arbitro: | Madonia (Palermo) |

|            |           |           |
| Celjak 73’ | Marcatori | 71’ Cocco |

| Arbitro: | Acanfora (Castellammare di Stabia) |

|                     |           |  |
| Cruciani 79’ (rig.) | Marcatori |  |

| Arbitro: | Ferrieri Caputi (Livorno) |

|              |           |                             |
| Iocolano 47’ | Marcatori | 25’ Borghini 29’ Petrungaro |

### Play-off
| Arbitro: | Pashuku (Albano Laziale) |

|                     |           |                                           |
| Iocolano 70’ (rig.) | Marcatori | 48’ Raimo 73’ Sicurella 90’, 90+3’ Merola |

## Statistiche

### Statistiche di squadra
| Competizione | Punti | In casa | In casa | In casa | In casa | In casa | In casa | In trasferta | In trasferta | In trasferta | In trasferta | In trasferta | In trasferta | Totale | Totale | Totale | Totale | Totale | Totale | D.R. |
| Competizione | Punti | G       | V       | N       | P       | Gf      | Gs      | G            | V            | N            | P            | Gf           | Gs           | G      | V      | N      | P      | Gf     | Gs     | D.R. |
| ------------ | ----- | ------- | ------- | ------- | ------- | ------- | ------- | ------------ | ------------ | ------------ | ------------ | ------------ | ------------ | ------ | ------ | ------ | ------ | ------ | ------ | ---- |
| Serie C      | 60    | 19      | 10      | 6       | 3       | 31      | 16      | 19           | 6            | 6            | 7            | 19           | 20           | 38     | 16     | 12     | 10     | 50     | 36     | +14  |

### Andamento in campionato
| Giornata  | 1 | 2 | 3 | 4 | 5 | 6 | 7 | 8  | 9  | 10 | 11 | 12 | 13 | 14 | 15 | 16 | 17 | 18 | 19 | 20 | 21 | 22 | 23 | 24 | 25 | 26 | 27 | 28 | 29 | 30 | 31 | 32 | 33 | 34 | 35 | 36 | 37 | 38 |
| --------- | - | - | - | - | - | - | - | -- | -- | -- | -- | -- | -- | -- | -- | -- | -- | -- | -- | -- | -- | -- | -- | -- | -- | -- | -- | -- | -- | -- | -- | -- | -- | -- | -- | -- | -- | -- |
| Luogo     | C | T | C | T | C | T | C | T  | T  | C  | T  | C  | T  | C  | T  | C  | T  | C  | T  | T  | C  | T  | C  | T  | C  | T  | C  | C  | T  | C  | T  | C  | T  | C  | T  | C  | T  | C  |
| Risultato | V | N | V | V | N | P | P | N  | P  | V  | V  | V  | P  | V  | P  | V  | P  | N  | N  | N  | V  | N  | V  | V  | N  | V  | V  | V  | P  | N  | N  | N  | V  | P  | V  | N  | P  | P  |
| Posizione | 4 | 6 | 1 | 1 | 2 | 7 | 9 | 10 | 12 | 6  | 4  | 4  | 7  | 6  | 7  | 4  | 6  | 7  | 7  | 7  | 6  | 6  | 6  | 4  | 5  | 4  | 4  | 4  | 4  | 4  | 4  | 5  | 4  | 5  | 5  | 5  | 5  | 6  |

Legenda:

Luogo: C = Casa; T = Trasferta. Risultato: V = Vittoria; N = Pareggio; P = Sconfitta.